# اشنایدر الکتریک
اشنایدر الکتریک (به انگلیسی: Schneider Electric) شرکت تجهیزات الکتریکی چندملیتی فرانسوی است، که در زمینهٔ مهندسی برق و تولید تجهیزات الکترونیکی و الکتریکی، همچنین تولید تجهیزات تولید، توزیع و انتقال انرژی الکتریکی فعالیت می‌کند.
شرکت اشنایدر الکتریک در سال ۱۸۳۶ توسط جوزف اوژن اشنایدر و آدولف اشنایدر تأسیس شد. دفتر مرکزی این شرکت در شهر روی ملمزون، فرانسه قرار دارد و بخشی از سهام آن در بازار بورس یورونکست معامله می‌شود.